# Pancronia
Em linguística, a noção de pancronia representa uma tentativa de superação da dicotomia saussuriana entre sincronia (um estado de língua em um dado momento) e diacronia (a mudança entre estados de uma língua ao longo do tempo), estudando as dinâmicas linguísticas (variação e mudança) enquanto ocorrem. Pode-se investigar, por exemplo, o modo como uma pronúncia passa a ser, gradualmente, mais ou menos dominante em uma dada comunidade de fala, já que toda mudança (alteração diacrônica) pressupõe variação (diversidade sincrônica).